# Décembre 1940 (guerre mondiale)
Chronologie de la Seconde Guerre mondiale
Novembre 1940 - Décembre 1940 -  Janvier 1941
- 1er décembre : 
  - Christian Pineau fait paraître Libération Nord.

- 3 décembre : 
  - Création de la Délégation en Pologne du gouvernement en exil avec Cyryl Ratajski à sa tête.

- 4 décembre : 
  - Au Royaume-Uni est décrétée la mobilisation des femmes.

- 9 décembre : 
  - En Afrique du Nord, début d’une contre-offensive britannique dirigée par le général Archibald Wavell.

- 11 décembre : 
  - La Grèce envahit l’Albanie contrôlée par l’Italie.

- 13 décembre : 
  - Pierre Laval est renvoyé.
  - Hitler signe des directives pour préparer l’opération Marita, (attaquer la Grèce et la Yougoslavie à partir de bases situées en Bulgarie).

- 15 décembre : 
  - Le groupe du musée de l'Homme publie le premier numéro du journal Résistance.

- 18 décembre : 
  - Les négociations sur un axe Berlin-Moscou ayant tourné court le 25 novembre, Hitler signe la directive de guerre N°21, signifiant à l'OKH de préparer l'armée pour une invasion de l'URSS alors annoncée le 15 mai 1941 ; ultrasecrète, la directive n'est diffusée qu'à la hiérarchie militaire de premier plan de la Heer. Le plan de l'invasion recevra ensuite le code d’opération Barbarossa.

- 29 décembre :
  - Blitz : très violents bombardements de Londres.